# Echt vetmos
Echt vetmos (Aneura pinguis) is een soort uit het geslacht vetmos (Aneura).

## Determinatie
Echt vetmos is een thalleus levermos. Het groeit volgens zijn naam met zeer vette, ribloze thallus. Het thallus is dik, vlezig, stijf, gemakkelijk breekbaar, lintvormig, niet of nauwelijks vertakt. Het kan sterk variëren in grootte. De kleine thali zijn minder dan 1 cm lang, terwijl de grootste 8 cm of meer kunnen zijn. De kleur is diepgroen als ze nat zijn en zwartgroen als ze droog zijn. Het bovenoppervlak van het thallus is min of meer vlak. De randen kunnen iets naar boven gericht zijn. De onderkant is convex. De top is meestal afgerond.
In dwarsdoorsnede is het thallus 8 tot 18 cellagen dik in het midden, één tot enkele lagen aan de randen, waarbij de epidermale cellen kleiner zijn dan de cellen in het thallus. De thalluscellen bevatten elk 6 tot 30 kleine, bolvormige tot eivormige olielichamen.
De soort is tweehuizig, de mannelijke planten zijn kleiner dan de vrouwtjes. Antheridiën en archegoniën worden gevormd op zeer korte en smalle zijtakken. De calyptra is knotsvormig, geschubd of behaard, de seta is 2 tot 5 centimeter lang, het sporenkapsel is ovaal, de sporen zijn bolvormig tot ovaal, bruinachtig en 15 tot 25 µm groot. Broedlichamen worden niet gevormd.

### Gelijkende taxa
Het kan gemakkelijk worden aangezien voor gevind moerasvorkje (Riccardia multifida), maar de groene kleur is meestal voldoende genoeg om het te herkennen.

## Ecologie
Echt vetmos is een pioniersoort die groeit op natte tot vochtige, basische tot zwak zure terrestrische standplaatsen. Het groeit op zand, zandige klei, leem en veen, in het buitenland ook op rotsbodems. De soort groeit echter ook veel buiten natuurreservaten, bijvoorbeeld in afgravingen, langs paden, op oevers van plassen en vijvers, in ruderale terreinen en kleidepots.

## Verspreiding
Echt vetmos komt verspreid over grote delen van de wereld voor, in Centraal-Europa komt het voor van de vlakte tot in de berggebieden. In Nederland komt het vrij algemeen voor. Het is niet bedreigd en staat niet op de rode lijst. 

## Fotogalerij

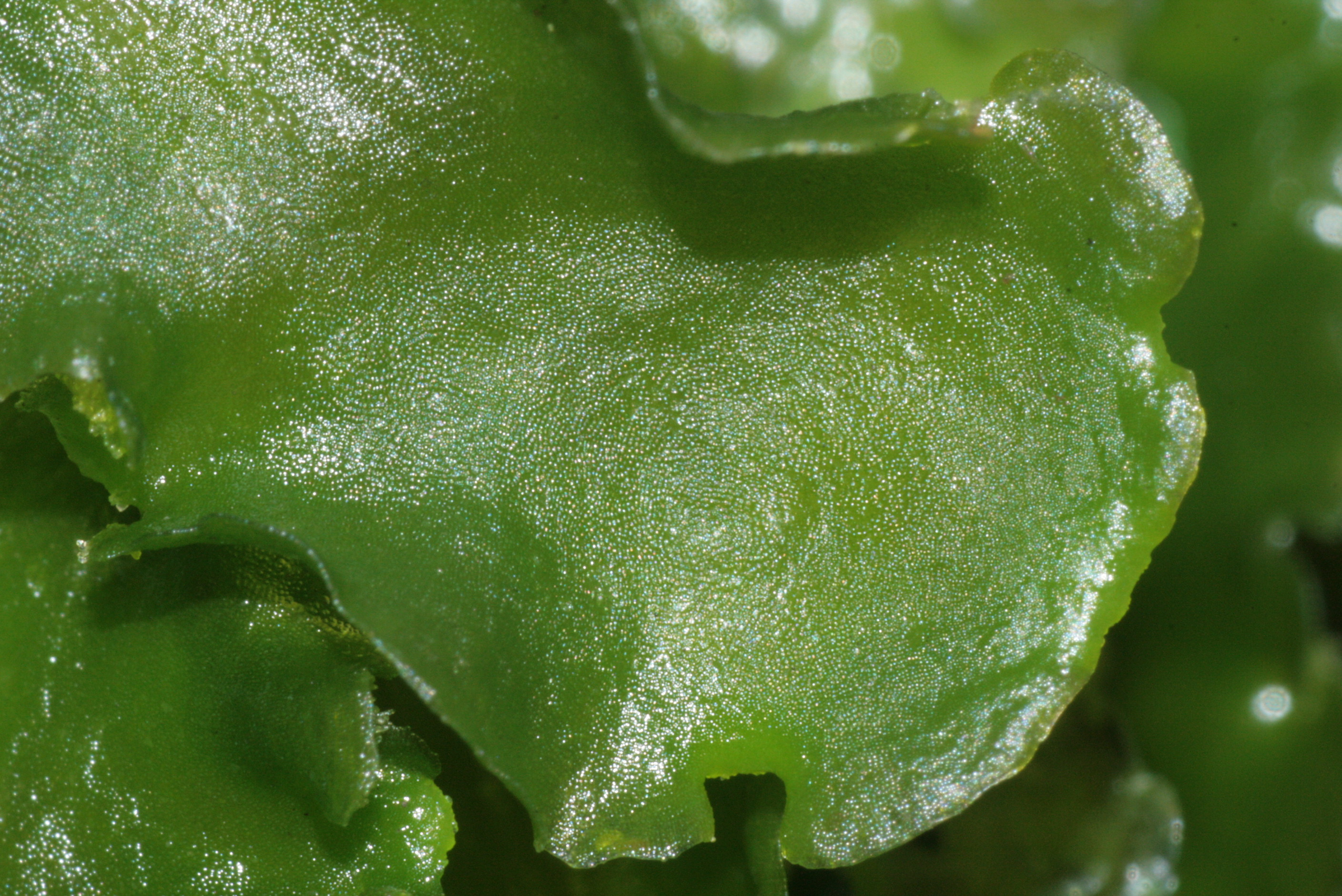
Aneura pinguis
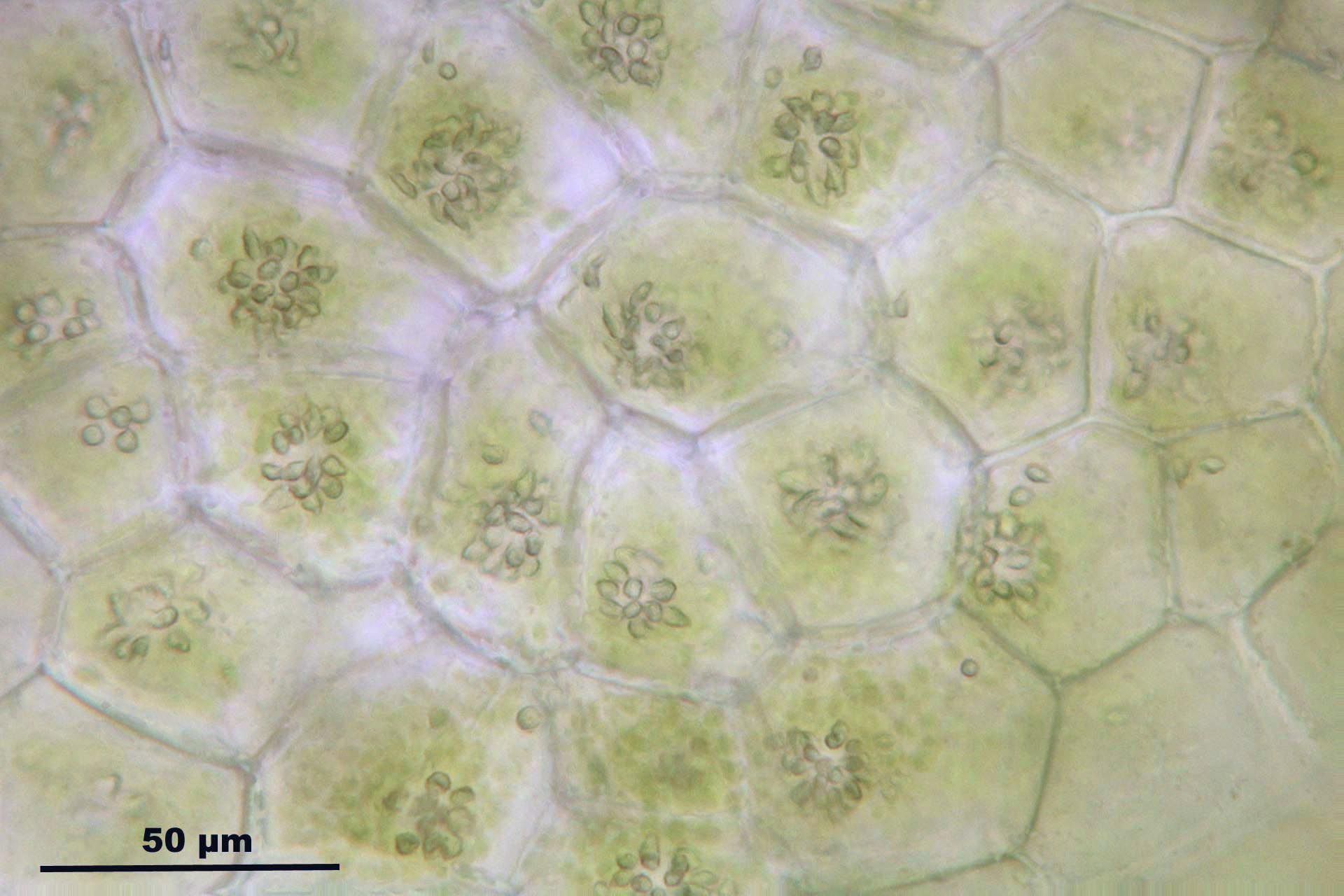
Thalluscellen
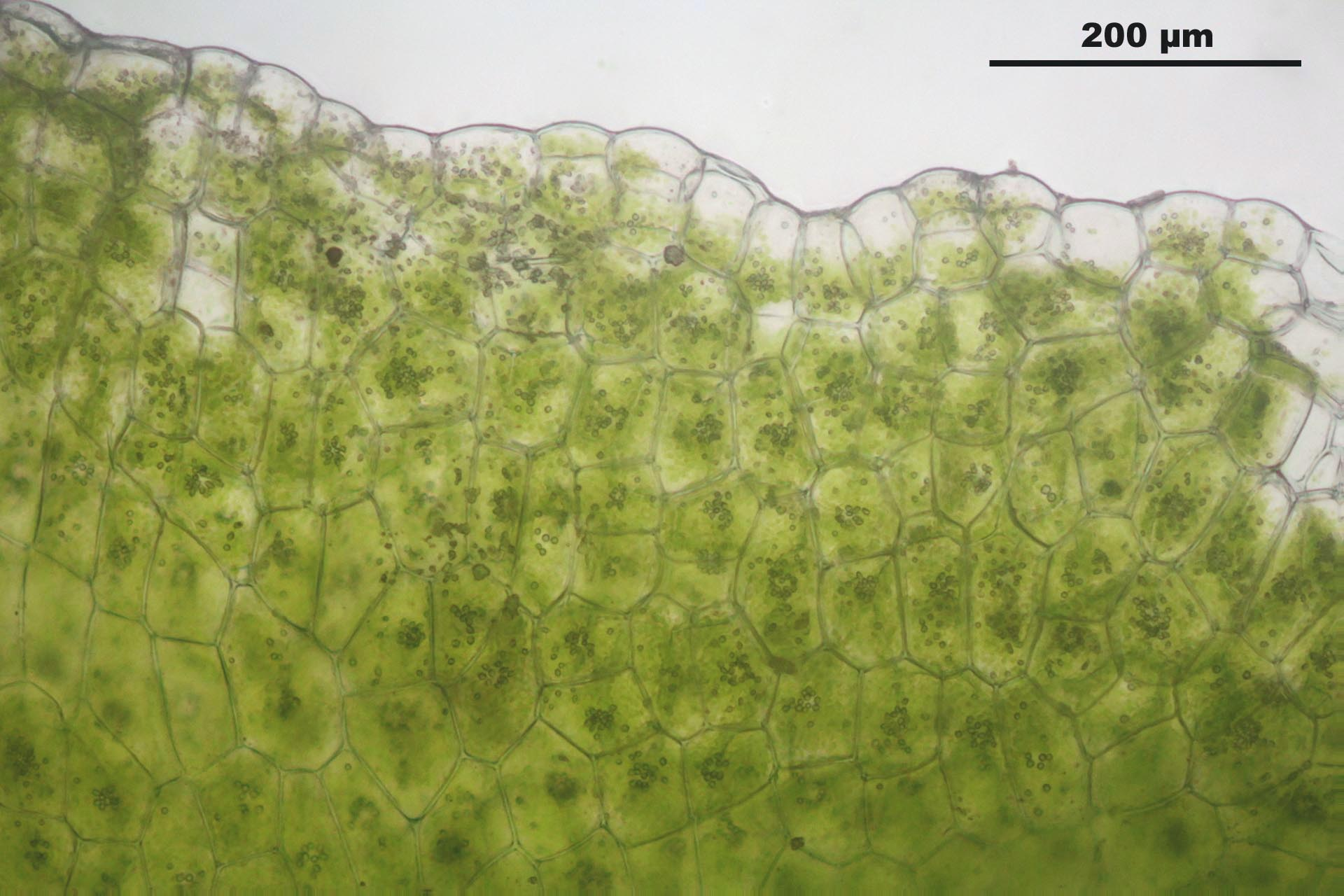
Thallusrand
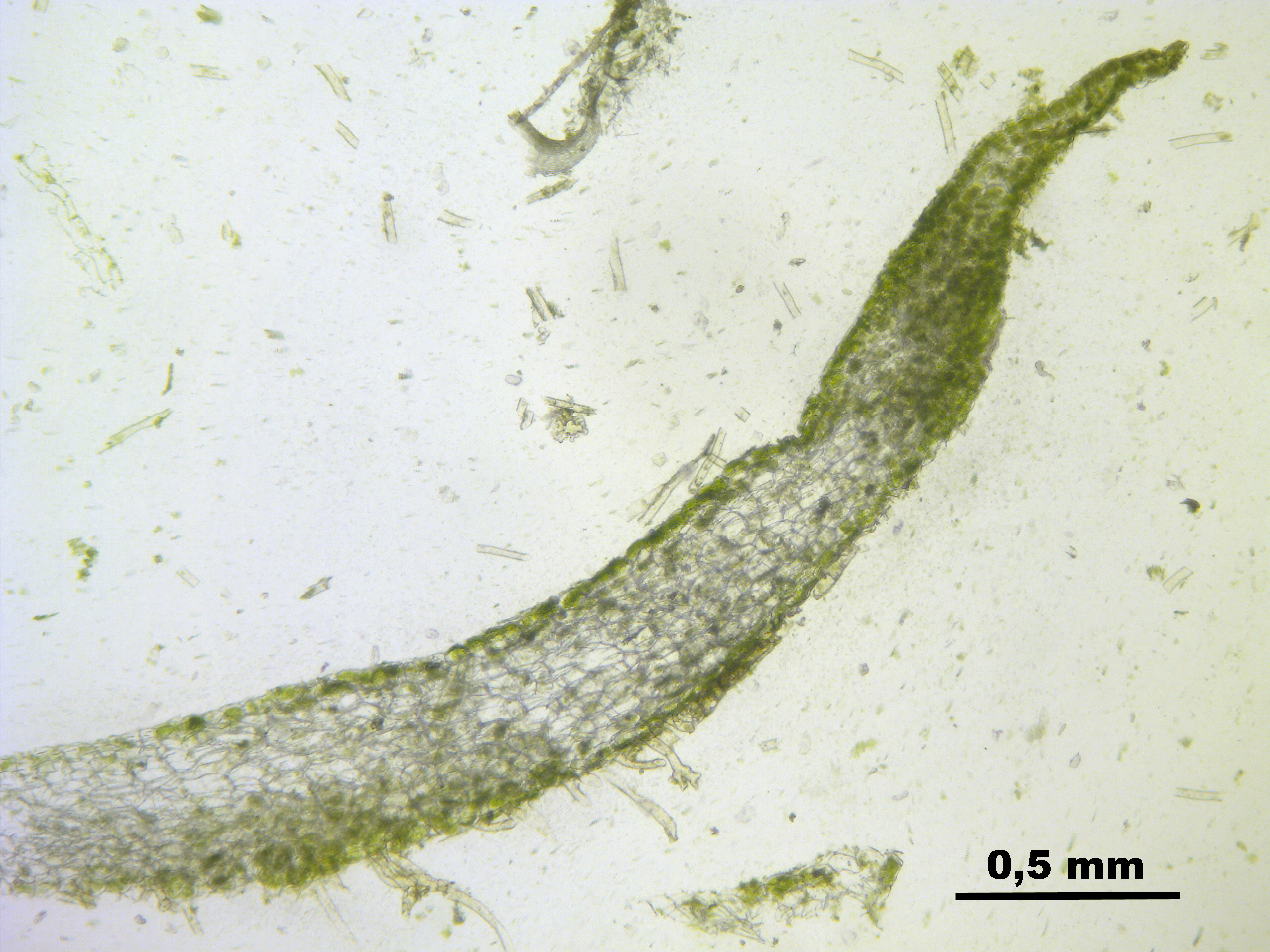
Thallusdoorsnede